# Triantafyllos Kordogiannis
Triantafyllos Kordogiannis (griechisch Τριαντάφυλλος Κορδογιάννης Triandafyllos Kordogiannis; * 1890; † unbekannt) war ein griechischer Säbelfechter.

## Erfolge
Bei den Olympischen Zwischenspielen 1906 in Athen nahm Triantafyllos Kordogiannis im Mannschaftswettbewerb des Säbelfechtens teil. Gemeinsam mit Ioannis Georgiadis, Menelaos Sakorafos und Christos Zorbas belegte er den zweiten Rang und gewann so die Silbermedaille.